# Фурукава, Мики
Мики Фурукава (яп. 古川 美季 Фурукава Мики, 19 февраля 1979 года) — японская певица и музыкант. С 1995 по 2005 являлась бас-гитаристом и вокалистом инди-рок группы Supercar. Первую сольную песню выпустила в 2006 году.

## Биография
Родилась в префектуре Аомори. В 1995 году Мики разместила в местном журнале объявление о наборе музыкантов в группу (что привело к созданию рок-группы Supercar). После успешной 10-летней карьеры, в 2005 году группа была распущена, чтобы её участники претворили в жизнь собственные проекты.
В 2006 году Фурукава выпустила свой первый сольный альбом, Mirrors, в котором были смешаны рок-композиции с игрой на гитаре и электронный dance-pop. Альбом Bondage Heart (2008) задавший новое направление её творчества с сильным влиянием таких жанров, как пост-панк, психоделический рок и нойз (шум), в то время, как Very (2010) был по большей части электропоп-ориентированным альбомом.
В декабре 2009 года, компания AH Softwareиспользовали записи голоса Мики для создания программного продукта «SF-A2 codename Miki» для Vocaloid.

## Дискография

### Синглы
- «Coffee & SingingGirl!!!» (21 июня 2006)
- «Psycho America» (21 марта 2007)
- «Candy Girl» (20 февраля 2008)
- «Saihate» (2 декабря 2009)

### Альбомы
- Mirrors (19 июля 2006)
- Bondage Heart (23 апреля 2008)
- Bondage Heart Remixes (13 мая 2009)
- Very (17 февраля 2010)